# Доминик Марквард, 2-й князь Левенштайн-Вертгейм-Рошфор
Доминик Марквард, князь Левенштайн-Вертгейм-Рошфор (нем. Dominik Marquard zu Löwenstein-Wertheim-Rochefort; 7 ноября 1690, Вертхайм — 11 марта 1735, Венеция) — 2-й глава княжеского дома Левенштайн-Вертгейм-Рошфор (26 декабря 1718 — 11 марта 1735).

## Биография
Родился 7 ноября 1690 года в Вертхайме. Шестой сын и девятый ребёнок Максимилиана Карла Альберта, 1-го князя Лёвенштейн-Вертгейм-Рошфора (1656—1718), и его супруги, графини Христины Франциски Поликсены Куэн-Белази-и-Лихтенберг (1658—1712), дочери Маттиаса, графа Куэн-Белази-и-Лихтенберг. Он был назван в честь Маркварда Себастьяна Шенка фон Штауффенбурга (1644—1693), князя-епископа Бамберга, который стал его крестным отцом.
В декабре 1718 года после смерти своего отца Доминик Марквард унаследовал княжеский титул главы дома Лёвенштейн-Вертгейм-Рошфор. Новый князь увеличил земельные владения рода Лёвенштейн-Вертгейм-Рошфор. В 1720 году он приобрел город и замок Хайд в Богемии. В 1721 году Доминик Марквард купил у графов Эрбах город Клайнхойбах, а в 1730 году — имение Розенберг в Бадене.
17 июля 1728 года при родах скончалась его супруга Кристина Гессен-Ванфридская. Через десять лет, в 1738 году, Доминик Марквард скончался в Венеции, куда он прибыл для участия в костюмированном карнавале. Его тело было похоронено в Венеции, а сердце перенесено в церковь Вертхайма.

## Брак и дети
28 февраля 1712 года Доминик Марквард в Ротенбург-на-Фульде женился на ландграфине Кристине Франциске Поликсене Гессен-Ванфридской (23 мая 1688 — 17 июля 1728), дочери Карла, ландграфа Гессен-Ванфридского, от второго брака с графиней Юлианой Александриной Лейнинген-Фалькенбургской. У супругов было тринадцать детей, девять из которых дожили до зрелого возраста:
- Принцесса Мария Кристина цу Левенштайн-Вертхайм-Рошфор (17 января 1713 — 20 августа 1713)
- Карл Томас, 3-й князь Левенштайн-Вертхайм-Рошфор (7 марта 1714 — 6 июня 1789), первым браком был женат на принцессе Марии Шарлотты фон Гольштейн-Визенбург, вторично женился на Марии Жозефине фон Штипплин
- Принц Иоганн Эрнст Карл Филипп цу Левенштайн-Вертхайм-Рошфор (28 января 1715 — 29 июля 1734), не женат
- Принц Леопольд Константин цу Левенштайн-Вертхайм-Рошфор (16 февраля 1716 — 18 апреля 1770), не женат
- Принц Франц Карл Вильгельм Конрад цу Левенштайн-Вертхайм-Рошфор (26 декабря 1717 — 17 августа 1750), женат с 1749 года на баронессе Жозефине Ширндингер-Ширндинг (1721—1788)
- Принц Христиан Филипп Йозеф Александр цу Левенштайн-Вертхайм-Рошфор (11 января 1719 — 23 мая 1781), женат с 1773 года на баронессе Франциске Гумберт (1721—1793)
- Принц Иоганн Йозеф Венцель цу Левенштайн-Вертхайм-Рошфор (25 июля 1720 — 17 января 1788), женат с 1750 года на баронессе Доротее фон Хаузен унд Глейхенсторф (1718—1802)
- Принцесса София Вильгельмина Мария цу Левенштайн-Вертхайм-Рошфор (7 августа 1721 — 29 ноября 1749), муж с 1751 года Карл Альберт, принц Гогенлоэ-Вальденбург-Шиллингсфюрст (1719—1793)
- Принц Александр Теодор цу Левенштайн-Вертхайм-Рошфор (17 сентября 1722 — 27 февраля 1780), женат с 1751 года на графине Луизе Лейнинген-Дагсбург-Хартенбург (1735—1805)
- дочь (род. и ум. 1724)
- сын (род. и ум. 1725)
- Принцесса Мария Леопольдина цу Левенштайн-Вертхайм-Рошфор (17 июня 1726 — 9 июня 1759), муж с 1759 года граф Жан Жозеф Томас де Джованни де Верклоз (ум. 1806)
- сын (род. и ум. 1728).